# Pinsà rosat de Roborovski
El pinsà rosat de Roborovski (Carpodacus roborowskii) és una espècie d'ocell de la família dels fringíl·lids (Fringillidae).

## Descripció
- Fa uns 18 cm de llargària. Bec groguenc.
- Mascle amb color general rosat. Front, capell, clatell i gola vermell escarlata. Galtes i al voltat dels ulls molt més fosc. Abdomen rosa pàl·lid, ales marró fosc.
- Femella marró amb ratlles o marques marró més fosc.

## Hàbitat i distribució
Habita zones obertes de muntanya de Qinghai, a l'oest de la Xina.

## Taxonomia
Ha estat inclòs al monotípic gènere Kozlowia (Bianchi, 1907) fins a la inclusió a Carpodacus, arran els treballs de Zuccon et el 2012.